# 정승수 밴드
정승수 밴드는 대한민국의 음악 그룹이다. 이전 이름은 '윌리모던'이었다. 2019년 싱글 《O.Y.》로 데뷔했다.

## 음반
- O.Y. (2019)
- Show Me (2019)
- 모자라 (2020)
- Fly Higher (2020)
- 카페인 (2022)
- 이상형 (2022)
- I Feel Good (2024)
- You (2025)